# Hồ Mjøsa
Hồ Mjøsa là hồ lớn nhất nước Na Uy, và là một trong những hồ sâu nhất Na Uy và Âu châu. Nó là hồ sâu nhất thứ tư ở Na Uy. Mjøsa nằm ở miền Nam của Na Uy, khoảng chừng 100 km về hướng Bắc tính từ Oslo.  Phụ lưu chính là sông Gudbrandsdalslågen ở phía Bắc; phân lưu duy nhất là sông Vorma ở phía Nam.

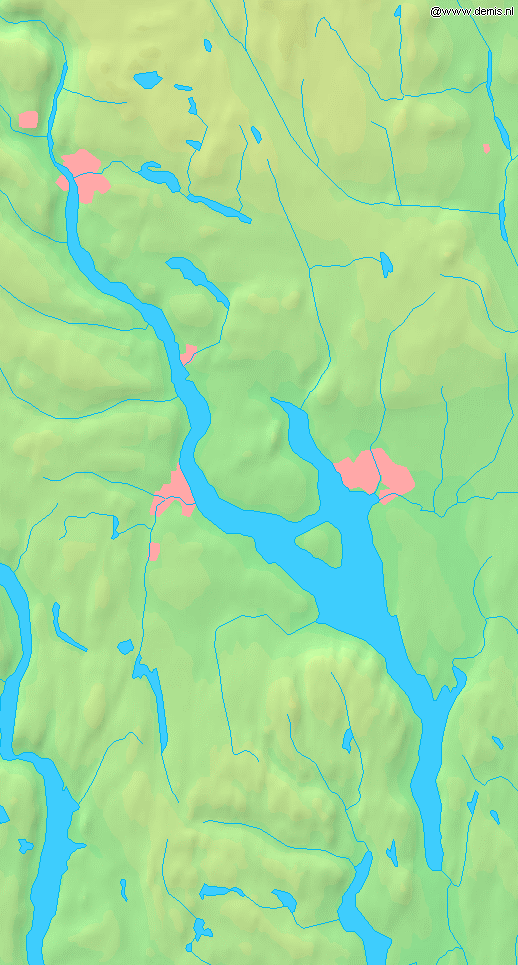
Bản đồ với thành phố Lillehammer (Bắc), Gjøvik (Tây), và Hamar (Đông)

Từ điểm nằm cuối phía Nam Minnesund ở Eidsvoll cho tới cuối phía Bắc Lillehammer hồ này dài 117 km.  Tại điểm rộng nhất gần Hamar, nó rộng khoảng 15 km.  Mjøsa có diện tích 365 km² và dung tích khoảng chừng 56 km³; khoảng 123 m trên mực nước biển, và điểm sâu nhất là 468 m.  Tổng cộng bờ hồ dài 273 km, khoảng 30% đã bị xây kín.  Đập nước được xây tại phân lưu Vorma vào năm 1858, 1911, 1947, and 1965 làm cho mực nước dâng lên khoảng 3,6 m.  Từ 200 năm sau này, 20 vụ lụt được ghi nhận mà đã làm mực nước dâng lên tới 7 m.  Nhiều vụ lụt này đã làm ngập thành phố Hamar.
Thành phố Hamar, Gjøvik, và Lillehammer được thành lập dọc theo hồ. Hồ là một tuyến đường chuyên chở quan trọng trước khi xe lửa được xây. Ngày nay ngoài những thuyền, và thuyền buồm và tàu chạy bằng hơi nước Skibladner, không có những chuyên chở khác trên hồ. Tuyến xe lửa chính, Dovrebanen chạy từ Oslo tới Trondheim chạy dọc theo bờ phía Đông, ngừng lại ở Hamar và Lillehammer. Đảo lớn nhất là Helgøya.